# Luis Sharpe
Luis Ernesto Sharpe (L'Avana, 16 giugno 1960 – 12 luglio 2025) è stato un giocatore di football americano cubano che militò nel ruolo di offensive tackle nella National Football League (NFL) e nella United States Football League (USFL).

## Carriera
Al college Sharpe giocò a football a UCLA. Fu scelto nel corso del primo giro (16º assoluto) del Draft NFL 1982 dai St. Louis Cardinals. Vi giocò per tutta la carriera, con la squadra nel frattempo trasferitasi a Phoenix, tranne una breve parentesi con i Memphis Showboats della USFL nel 1985. Dopo la sua prima stagione fu inserito nella formazione ideale dei rookie dalla Pro Football Writers of America. In carriera fu convocato per tre Pro Bowl consecutivi dal 1987 al 1989.

## Palmarès
- Convocazioni al Pro Bowl: 3

1987, 1988, 1989
- Second-team All-Pro: 1

1990
- PFWA All-Rookie Team - 1982